# 相关系数
相關係數，又称作 關聯係數（英語：correlation coefficient）是一種相關程度的測量，在統計學上的意義是兩個變數之間的關係。關係係數與「皮尔逊积矩相关系数」並不相同。英国数学家法蘭西斯·高爾頓最先发展了相关概念。